# Thiar
La mansio de Thiar va ser una vila urbana romana situada al peu de la Via Augusta, i que servia com lloc de vigilància romana, entre altres usos.
La mansio de Thiar es troba reflectida en l'Itinerari de Antoninus (401, 4) situant-la entre Illici i Carthago Spartaria. Actualment, la població del Pilar de la Foradada, al Baix Segura, ocupa la ubicació on es trobava aquesta vila.